# Грабарки
Грабарки — ботанічна пам'ятка природи місцевого значення в Україні. Розташована на території Тернопільського району Тернопільської області, біля південної околиці села Мшанець, у межах меліоративних систем в урочищі «Верховина».
Площа — 0,8 га. Статус отриманий у 2005 році. Перебуває у віданні Мшанецької сільської ради.